# Mohamed Traoré (1988)
Mohamed Traoré (Bamako, 18 de novembro de 1988) é um futebolista profissional malinês que atuava como atacante.

## Carreira
Mohamed Traoré representou o elenco da Seleção Malinesa de Futebol no Campeonato Africano das Nações de 2015.